# Good Riddance
Good Riddance, amerikanskt punkband som började sin karriär i Santa Cruz under tidigt 1990-tal. Bandet bröt upp 2007, men återförenades 2012 i sin klassiska sättning:
Russ Rankin - sång
Luke Pabich - gitarr
Chuck Platt - bas
Sean "SC" Sellers - trummor
Bandets musik kan sammanfattas som en blandning av amerikansk hardcore och mer melodisk punk. De hann släppa åtta fullängdare (inklusive en live-skiva) och en mängd EP- och split-skivor under karriärens gång. Samtliga fullängdare släpptes på skivbolaget Fat Wreck Chords. 
Bandet avslutade sin skivkarriär med att släppa ett livealbum från vad som troddes vara deras sista spelning. Skivan heter Remain in Memory - The Final Show (Santa Cruz, California) och innehåller 31 låtar spridda från samtliga studioalbum.

## Diskografi
| År   | Titel                                      | Bolag                 | Format    |
| ---- | ------------------------------------------ | --------------------- | --------- |
| 1995 | For God and Country                        | Fat Wreck Chords      | LP        |
| 1996 | A Comprehensive Guide to Moderne Rebellion | Fat Wreck Chords      | LP        |
| 1998 | Ballads From the Revolution                | Fat Wreck Chords      | LP        |
| 1999 | Operation Phoenix                          | Fat Wreck Chords      | LP        |
| 2001 | Symptoms of a Leveling Spirit              | Fat Wreck Chords      | LP        |
| 2003 | Bound by Ties of Blood and Affection       | Fat Wreck Chords      | LP        |
| 2006 | My Republic                                | Fat Wreck Chords      | LP        |
| 1990 | Loaded for Bear                            | self-released         | Demo      |
| 1993 | Gidget                                     | Little Deputy Records | EP        |
| 1994 | Decoy                                      | Fat Wreck Chords      | EP        |
| 1996 | Ignite/Good Riddance Split                 | Revelation Records    | Split EP  |
| 2001 | Good Riddance/Kill Your Idols Split EP     | Jade Tree             | Split EP  |
| 2002 | Cover Ups                                  | Lorelei Records       | Covers LP |
| 2000 | The Phenomenon of Craving                  | Fat Wreck Chords      | EP        |
| 2008 | Remain in Memory - The Final Show          | Fat Wreck Chords      | Live LP   |

## Singlar
- "Darkest Days" (från albumet My Republic)